# Velika nagrada Alabame
Honda Indy Grand Prix of Alabama je utrka u IndyCar prvenstvu, koja se održava u gradu Birminghamu u Alabami.

## Pobjednici po godinama
| Sezona | Vozač             | Momčad             | Šasija  | Motor     |
| ------ | ----------------- | ------------------ | ------- | --------- |
| 2010.  | Hélio Castroneves | Team Penske        | Dallara | Honda     |
| 2011.  | Will Power        | Team Penske        | Dallara | Honda     |
| 2012.  | Will Power        | Team Penske        | Dallara | Chevrolet |
| 2013.  | Ryan Hunter-Reay  | Andretti Autosport | Dallara | Chevrolet |
| 2014.  | Ryan Hunter-Reay  | Andretti Autosport | Dallara | Honda     |
| 2015.  | Josef Newgarden   | CFH Racing         | Dallara | Chevrolet |
| 2016.  | Simon Pagenaud    | Team Penske        | Dallara | Chevrolet |
| 2017.  | Josef Newgarden   | Team Penske        | Dallara | Chevrolet |